# 안트베르펜 센트랄역
안트베르펜 센트랄 역(네덜란드어: Station Antwerpen-Centraal)은 벨기에 안트베르펜에 위치한 역이다.

## 역 구조
돌로 덮인 터미널 건물과 대합 홀에 거대한 돔은 벨기에의 건축가 루이 델라상세리가 설계한 것으로 거대한 철 (높이 44m, 길이 185m)과 클레멘트 폰 보가드에 의한 유리로 구성되어 있다. 역 육교는 현지 건축가 얀 반 아스페렌에 의해 설계되었다.
1998년부터 통과식 구조로 하기 위해 대규모 개량 공사가 진행되고 있었다. 플랫폼은 지하 2층에 있다. 주요 공사는 완료하고 첫 번째 열차가 2007년 3월 25일에 통과했다.